# Сагдиев, Ёдгор Хабибович
Ёдгор Хаби́бович Сагди́ев (узб. Yodgor Habibovich Sa'diev) (род. 12 июня 1946, Ташкент) — узбекский советский актёр и режиссёр, народный артист Узбекистана (1998), лауреат Государственной премии Узбекской ССР им. Хамзы (1989), Народный артист Таджикистана (2024).

## Биография
Ёдгор Сагдиев родился в Ташкенте в 1946 году в семье актёра Хабиба Сагдиева. После окончания средней школы, поступил в Ташкентский государственный театрально-художественный институт им. Островского, который окончил в 1971 году. С 1968 года до настоящего времени является актёром труппы Узбекского государственного академического театра драмы им. Хамзы. В 1998 году назначен на пост художественного руководителя студии «Qalqon» (Щит) при Министерстве внутренних дел Республики Узбекистан.
Ёдгор Сагдиев родной брат Хайруллы Сагдиева — узбекского актёра театра и кино, народного артиста Узбекской ССР.

## Творчество
Являясь ведущим актёром театра, Ёдгор Сагдиев, сыграл более 60 ролей, остро психологических образов, со сложными отношениями с социальной средой и богатым внутренним миром. Таковы, например, Мирза Улугбек из одноимённого спектакля, Карл Морр («Разбойники»), Кочкарёв («Женитьба»), сказочник («Снежная королева»), Хафиз («Бай и батрак»), Прометей («Не бросай огонь, Прометей»), младший сын («Странники»), Бабур («Звёздные ночи»), Климков («В списках не значился»), Арслан («Зеркало»), Абдурахман («Скорпион из алтаря»), Филипп («Явь»), Абрар Хидоятов («Представление продолжается»), Маъмур («Бунт невесток»).
Ёдгор Сагдиев также создал много запоминающихся и характерных ролей в кино, сыграв Абдусалома в «Плюс единице», Алимжана в «Улице тринадцати тополей», шейха Джафара в «Непобедимом». Большую известность актёру принесла роль Асадбека в многосерийном фильме «Шайтанат — царство бесов». Также актёр принимал участие в съёмках телефильмов и телепостановках, воплотив роли Авиценны («Абу Али Ибн Сина»), Джаббора («Доверие»), Юлдаша («Смерч»), Бадиаззамана («Алишер Навои»), Арифа («Вера»), Уринбая («Ichkuyov»), Джахангира («Последняя пуля»).
Помимо актёрской работы, Ёдгор Сагдиев — режиссёр художественного фильма «Стена дьявола» (2008), режиссёр и продюсер фильма «Шайтанат — царство бесов» (1998). Среди режиссёрских театральных работ Ёдгора Сагдиева — спектакли "Доверчивые женщины"Дж. Пуарени, «Ночной гость» Ф. Богданова, «Жизнь за дверью» С. Сирожиддинова.
Как актёр дубляжа принял участие в озвучивании около 700 фильмов.
Директор Узбекского национального академического драматического театра с 2020 года.

## Фильмография

### Актёр
- 1967 — Плюс единица — Абдусалом
- 1968 — Красные пески — красноармеец Юсуф
- 1969 — Улица тринадцати тополей — Алимжан
- 1971 — Конец снежных пилотов (ГДР) — Мухатен
- 1972 — Возраст тревог — эпизод
- 1975 — Ты, песня моя — эпизод
- 1978 — Серое дыхание дракона (ГДР) — Му Кха Тиен
- 1983 — Непобедимый — шейх Джафар
- 1985 — Джура, охотник из Мин-Архара — Тагай
- 1987 — Уходя, остаются (Армон) — Дадабури
- 1988 — Чудовище или кто-то другой — эпизод
- 1989 — Маньчжурский вариант — майор Мицуми
- 1990 — Облава на одичавших собак — секретарь обкома
- 1998 — Шайтанат — царство бесов — Асадбек
- 2000 — Пять судьбы — Ёдгар Сагдиев
- 2008 — Стена дьявола — Ибрагим
- 2011 — Кровинушка — Кадырджон
- 2014 — Человек на остановке — Босс[4]

### Режиссёр
- 1998 — Шайтанат — царство бесов
- 2008 — Стена дьявола
- 2014 — Хозяин дома[7]

## Награды
- Орден «Эл-юрт хурмати» (2023)[8]
- Орден «Фидокорона хизматлари учун» (2018)[9]
- Орден «Мехнат шухрати» (2005)[10]
- Народный артист Узбекистана (1998)[11]
- Народный артист Таджикистана (2024)[1]
- Заслуженный артист Узбекской ССР (1990)[12]
- Государственная премия Узбекской ССР имени Хамзы (1989)[13]
- Премия «Звёзды Содружества» (2022).